# Antonia Maury
Antonia Caetana Maury de Paiva Pereira (21 de març de 1866 – 8 de gener de 1952) va ser una astrònoma nord-americana que va treballar en sistemes de classificació d'estels.

## Biografia
Antonia Maury va néixer a Cold Spring (Nova York), en una família de científics d'origen portuguès. El seu pare, Mytton Maury, era ministre protestant i naturalista, i la seva mare, Virginia Draper Maury, era filla i germana de dos astrònoms, John William Draper i Henry Draper.
L'any 1887 Antonia es va graduar amb honors al Vassar College, on va rebre classes de l'astrònoma Maria Mitchell. El 1889 va entrar a treballar al Harvard College Observatory, com a ajudant d'Edward Charles Pickering, en el projecte de classificació dels espectres del catàleg de Henry Drapper, el seu oncle. La primera feina que li va donar Pickering va ser la determinació del període orbital de la binaria Dseta Ursae Majoris, descoberta per ell. Aquell mateix any, Antonia va descobrir que Beta Aurigae era una binària espectroscòpica (la segona coneguda) i també va determinar el període de Dseta Ursae Majoris, també anomenada Mizar. Però des del principi va tenir problemes amb Pickering per la seva manera de treballar. Antonia s'encarregava de classificat els espectres estel·lars. Pickering li exigia resultats ràpids, però Antonia trobava insuficient el sistema que utilitzaven i va desenvolupar el seu propi sistema, molt més complex. Maury proposava 22 grups estel·lar, dividits cadascun en tres subtipus, segons l'aparença física de determinades línies espectrals (amples, estretes, borrosses o definides). Pickering no estava d'acord amb aquest sistema de classificació.
Degut als problemes amb Pickering, Maury va deixar l'Observatori el 1890, tot i que hi va tornar esporàdicament el 1893 i el 1895, fins que es van publicar els seus treballs el 1897. Després, durant dues dècades, va donar classes a l'escola Miss Masson de Nova York i es va encarregar de la gestió del Draper Park Museum. El 1918 va tornar a Harvard com a ajudant i va tornar a treballar a l'Observatori, amb el nou director Harlow Shapley, fins que es va retirar el 1948.

## Reconeixement
L'any 1905, l'astrònom danès Ejnar Hertzsprung es va adonar que les subdivisions espectrals introduïdes per Maury eren importants. El sistema de classificació espectral de Maury es va convertir en la base del diagrama de Hertzsprung-Russell que és la pedra angular de l'astrofísica estel·lar moderna.
L'any 1943 la Societat Astronòmica Americana va concedir a Antonia Maury el premi Annie Jump Cannonn per la seva tasca com a investigadora en astronomia.